# Афонино (Заринский район)
Афонино — село в Заринском районе Алтайского края России. Входит в состав Новодраченинского сельсовета.

## История
Афонино было основано в 1725 году. В «Списке населенных мест Российской империи» 1868 года издания населённый пункт упомянут как заводская деревня Афонина (Таинская) Барнаульского округа (1-го участка) Томской губернии при речке Боровлянке. В деревне имелось 27 дворов и проживало 127 человек (52 мужчины и 75 женщин).

В 1899 году в деревне, относящейся к Мариинской волости Барнаульского уезда, имелось 75 крестьянских дворов и проживало 318 человек (157 мужчин и 161 женщина).
По состоянию на 1911 год Афонина включала в себя 75 дворов. Имелись мелочная лавка и два отделения маслодельного завода. Население на тот период составляло 391 человек. Административно деревня входила в состав Озёрно-Титовской волости Барнаульского уезда.

В 1926 году в деревне Афонина имелось 144 хозяйства и проживало740 человек (344 мужчины и 396 женщин). Функционировали школа I ступени и лавка общества потребителей. В административном отношении Афонина являлась центром сельсовета Чумышского района Барнаульского округа Сибирского края.

## География
Село находится в северо-восточной части Алтайского края, в предгорьях Салаирского кряжа, преимущественно на левом берегу реки Боровлянка (приток реки Аламбай), на расстоянии примерно 14 километров (по прямой) к востоку-северо-востоку (ENE) от города Заринск, административного центра района. Абсолютная высота — 235 метров над уровнем моря.

Климат умеренный, континентальный. Средняя температура января составляет −17,7 °C, июля — +19,2 °C. Годовое количество атмосферных осадков — 450 мм.

## Население
| 1997 | 1998 | 1999 | 2000 | 2001 | 2002 | 2003 |
| ---- | ---- | ---- | ---- | ---- | ---- | ---- |
| 272  | →272 | ↗284 | ↘256 | ↗259 | ↘253 | ↘203 |
| 2004 | 2005 | 2006 | 2007 | 2008 | 2009 | 2010 |
| ↗246 | ↘231 | ↗244 | ↘232 | ↘228 | ↘222 | ↘198 |
| 2011 | 2012 | 2013 |      |      |      |      |
| ↗200 | ↘182 | ↘178 |      |      |      |      |

Согласно результатам переписи 2002 года, в национальной структуре населения русские составляли 93 %.

## Инфраструктура
В селе функционирует фельдшерско-акушерский пункт (филиал КГБУЗ «Центральная городская больница г. Заринск»).

## Улицы
Уличная сеть села состоит из пяти улиц.